# Thika (distrikt)
Thika är ett av Kenyas 71 administrativa distrikt, och ligger i provinsen Central. År 1999 hade distriktet 645 713 invånare. Huvudorten är Thika. I distriktet ligger även bland annat staden Ruiru.